# Smaragdina rapillyi
Smaragdina rapillyi là một loài bọ cánh cứng trong họ Chrysomelidae. Loài này được Lopatin miêu tả khoa học năm 2002.